# Velké Bílovice
Velké Bílovice (API: ˈvɛlkɛː ˈbiːlovɪtsɛ, Duits: Groß Billowitz) is een stad in Tsjechië, gelegen in het district Břeclav in de regio Zuid-Moravië, met 3899 inwoners (2016). Het ligt 45 km ten zuidoosten van Brno en 80 km ten noordoosten van Wenen. Het is de grootste wijnbouwstad van Tsjechië, met ruim 730 hectare wijngaarden (2015).

## Fotogalerij
|  |  |  |
|  |  |  |